# Християнсько-демократична партія (Італія)
Христия́нсько-демократи́чна па́ртія (італ. Democrazia Cristiana) — політична партія Італії в 1942–1994 роках. У 1940–1980-ті роки була однією з провідних політичних сил країни.
Орієнтація — підтримка НАТО і ЄЕС, католицькі цінності. Брала участь у всіх урядах Першої Італійської республіки. 
З 1948 по 1992 рік була найбільшою партією в парламенті і безперервно брала участь в уряді і очолюючи його до 1981 року. У 1994 р. після низки невдач на виборах ХДП була перетворена в Італійську народну партію, від неї відкололися «Соціальні християни» і «Християнсько-демократичний центр». До початку 2000-х років більшість колишніх членів ХДП вступило до партії «Вперед, Італія». ХДП в 2002 р. влилася до складу партії «Маргаритка: Демократія — це свобода». У 2000 р. під назвою ХДП була створена нова, дрібна політична партія.

## Видні представники
- А. Моро
- А. де Гаспарі, прем'єр-міністр Італії (1948–53)
- Дж. Андреотті